# 前哨戦
前哨戦（ぜんしょうせん、英語: preliminary skirmish）は、戦争において大規模な会戦に先立ち両軍の前哨部隊同士の間で行われる小規模な戦闘のこと。
転じて、スポーツ等の大会で大きなレースに出場する個人や団体を決定する競走もしくは大会の事を指す英語のトライアルの訳語としても使われる。
プロレスでは、タイトルマッチの前にタイトルマッチで対戦する選手をまじえて地方興行で行われるタッグマッチ、6人タッグマッチの試合がこう呼ばれる。この前哨戦で、団体のエースがピンフォールを奪われたり、挑戦者の新必殺技が公開されたりして、タイトルマッチへの興味を盛り上げるのがよく使われる手法である。また、挑戦者が特に決まっていない場合でも、ピンフォールを奪われた王者が、その相手を次の挑戦者に指名するというのもしばしば見られる。
プロボクシングでは、タイトルマッチを視野に入れた選手が出場するノンタイトル戦がこう呼ばれ、特に世界タイトルマッチの場合はプロモーターやマスコミが「世界前哨戦」と銘打ち、興行のメインエベントとして組まれることが多い。対戦相手は王者とスタイルが似たランカーになることが多い。この前哨戦の結果がタイトル挑戦権の判断材料となり、勝利を挙げればランキングや実績で有利に働くため、特にノックアウトなど内容ある勝利を挙げて王者やタイトル認定組織にアピールすることを目的として行われる。ただし、敗戦や勝利でも内容が伴わなかったりタイトルマッチの実現が不調に終わった場合は「前哨戦」が複数回続いたり、最悪の場合タイトルマッチが消滅することもある。一方、ランキング上位者同士で試合を組み、勝者を次の指名挑戦者に認定する場合もある。